# Comte de Menteith

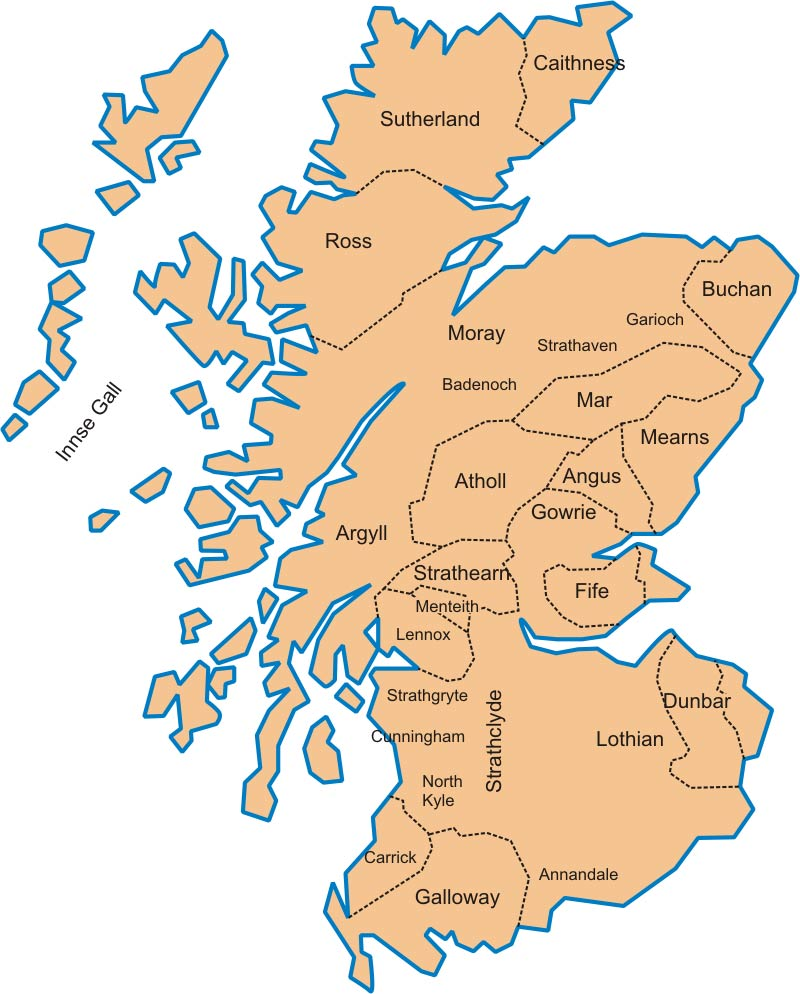
Carte des principales seigneuries d'Écosse vers 1230.

Le titre de comte de Meinteith, dans la pairie d'Écosse, est issu du domaine du mormaer médiéval de Menteith et est inclus dans l'une des sept provinces traditionnelles pictes celle « Stradeern et Mended  » créée par un fils du mythique roi des picte Cruithne mac Cinge. Cette région était considérée comme le centre du royaume picte de Fortriú jusqu'à ce que cette identification soit récemment remise en cause.

## Historique
La lignée des Mormaer celtique de Menteith a laissé peu de trace. Elle se termine par un inconnu Gillchrist actif sous le règne du roi Malcolm IV d'Écosse et ses deux fils homonymes nommés Muirthach/Muireadhach interprété parfois en « Maurice » qui se succèdent.
Isabelle, la fille aînée du second, épouse d'abord Walter Comyn († 1258) puis John Russel. Elle est accusée par John (I) Comyn, d'avoir, avec l'aide de son nouveau mari, empoisonné son premier époux. Comyn réussit à leur faire abandonner l'héritage, espérant l'obtenir. Un conseil de barons écossais décide alors de le confier à la cousine d'Isabelle, Marie épouse de Walter Stuart († v. 1296). Toutefois Isabelle Russel, fille d'Isabelle de Menteith et de John Russel, réussit à obtenir en 1285 la rétrocession de la moitié du Menteith lors de son mariage avec William Comyn († sans héritier en 1291).
Après la mort, lors de la bataille de Dupplin Moor, de Murdach Stuart, dernier comte de Menteith de cette lignée, le titre et ses terres sont transmis par mariage aux Graham avant d'être absorbés par la dynastie royal des Stuart lors de l'union de la comtesse Margaret Graham avec Robert duc d'Albany, fils de roi Robert II d'Écosse.
En septembre 1427, Malise Graham, alors 3e comte de Strathearn, est dépossédé de son titre par le roi, qui le donne à Walter Stuart, comte d'Atholl. Celui-ci, grand-oncle de Graham, était son tuteur durant sa minorité, et il s'est approprié ses terres. En compensation, Malise Graham reçoit le titre de comte de Menteith, et seulement une partie des terres qui étaient associées au titre à la mort de Murdoch Stuart en 1425. Mais cette donation est purement formelle. Dans les faits, Graham est envoyé en Angleterre pour servir d'otage, et il y reste 25 ans.
En 1629, William Graham, 7e comte de Menteith, principal conseiller du roi Charles Ier, roi d'Angleterre et d'Écosse, entreprend de faire valoir ses droits à la succession au titre de Strathearn, dont il estime que son ancêtre Malise Graham a été injustement privé. Le roi n'y voit aucun problème et le créé comte de Strathearn en juillet 1631. Mais cette manœuvre lui attire l'hostilité d'un grand nombre de propriétaires terriens de l'aristocratie écossaise. Ils se joignent aux ennemis que Graham s'est faits à la cour afin de comploter sa perte. Ils réussissent à faire croire au roi que Graham pourrait avoir une revendication plus légitime que lui au trône d'Écosse, et qu'il pourrait essayer de s'emparer du trône. En conséquence, Charles Ier oblige Graham à rendre ses deux titres de Menteith et Strathearn. Il est créé comte d'Airth en janvier 1633, avec l'ordre de préséance du titre de Menteith, sans perdre une seule de ses propriétés. Toutefois, il utilise le titre de « comte d'Airth et Menteith », un titre secondaire. En octobre 1633, à cause d'autres accusations, il est privé de toutes ses fonctions politiques et de ses pensions. Il est criblé de dettes, et dans les années 1640, ses terres sont dévastées par des combats. Il doit en vendre la plupart. Son petit-fils William Graham lui succède au titre de comte d'Airth et Menteith.

## Liste des comtes

### Mormaer et comtes de Menteith
- mort vers -1189 : Gille Críst
- 1189-1213 : Muireadheach Ier (ou Murdoch l'aîné), renonce au titre en faveur de son frère ;
- 1213-1234 : Muireadheach II (ou Murdoch le jeune), son frère ;
- 1234-1260 : Isabelle (en), fille du précédent, épouse :
  - 1234-1258 : Walter Comyn († 1258), seigneur de Badenoch, comte de jure uxoris ;
- 1260-1286 : Marie (en), sa sœur cadette ou sa cousine , (peut-être la fille de Murdoch l'aîné ?), épouse :
  - 1260-v.1293 : Walter Balloch Stuart (1225/30-v.1293), comte « de jure uxoris »[6]
- v.1293-1306 : Alexandre Stuart, leur fils ;
- 1306-1309 : Alan Ier Stuart, son fils ;
  - 1309- avant 1323 : Alan II son fils titulaire (?)
- 1309-1332 : Murdoch (III), frère d'Alan Ier ;
- 1332-1360 : Marie II, sa petite-nièce, fille d'Alan II (?), épouse :
  - 1334-1347 : John Graham (en), comte « de jure uxoris » ;
- 1360-1380 : Margaret Graham (en), leur fille, épouse :
  - 1348 : John de Murray de Bothwell († 1351) ;
  - 1360 : John Drumond († 1360) ;
  - 1361-1371 : Robert Stuart († 1420) comte « de jure uxoris » ;
- 1371-1420 : Robert Stuart († 1420), 10e comte de son propre droit après l'accession de son père au trône[7] ;
- 1420-1425 : Murdoch Stuart, leur fils exécuté en 1425.

Le titre est confisqué par Jacques Ier d'Écosse.

### Création de 1427
- 1427-1490 : Malise Graham (1406x13-1490), 3e comte de Strathearn jusqu'en 1427 ;
- 1490-v.1535 : Alexander Graham (en) († v. 1535), son petit-fils, fils de Patrick († 1481/1482) ;
- v.1535-v.1544 : William Graham (en) († 1543/1544), son fils ;
- 1544-1564 : John Graham (en) († 1564), son fils ;
- 1564-v.1580 : William Graham (en) († v. 1580), son fils ;
- v.1580-1598 : John Graham (en) (1574-1598), son fils ;
- 1598-1632/33 : William Graham (en) (1591-1661), créé comte de Strathearn (1631-1632/33) et comte d'Airth en 1633, son fils ;

Il doit rendre ses deux titres en 1632/1633. Il est créé comte d'Airth en 1633, sans perte de ses terres, et est connu comme comte d'Airth et Menteith, l'un de ses titres secondaires.

### Comtes d'Airth et Menteith (1633)
- 1633-1661 : William Graham (en) (1591-1661), créé comte de Strathern (1631-1633) et comte d'Airth en 1633, son fils ;
- 1661-1694 : William Graham (en) († 1694), son petit-fils.

Le titre s'éteint à sa mort.

## Sources
- (en) William Forbes Skene Celtic Scotland Volume III "Land and People" (Edinburgh 1886) reprint General Book (USA 2009)  (ISBN 9780217821377).
- (en) John L. Roberts  Lost Kingdoms. Celtic Scotland and the Middle Ages Edinburgh University Press (Edinburgh 1997)  (ISBN 0748609105).
- « Comtes de Menteith » sur Leigh Rayment's Peerage Page.